# 토정로맨스
《토정로맨스》는 2021년에 마포문화재단에서 제작하여 유튜브에서 방송된 웹드라마다.